# Aega antennata
Aega antennata is een pissebed uit de familie Aegidae. De wetenschappelijke naam van de soort werd voor het eerst geldig gepubliceerd in 1910 door Harriet Richardson.